# Giannīs Skondras
Giannīs Skondras (in greco: Γιάννης Σκόνδρας; Trikala, 21 febbraio 1990) è un calciatore greco, difensore del Trikala.

## Statistiche

### Presenze e reti nei club
Statistiche aggiornate al 27 marzo 2014.
| Stagione         | Squadra          | Campionato       | Campionato | Campionato | Coppe nazionali | Coppe nazionali | Coppe nazionali | Coppe europee | Coppe europee | Coppe europee | Altre coppe | Altre coppe | Altre coppe | Totale | Totale |
| Stagione         | Squadra          | Comp             | Pres       | Reti       | Comp            | Pres            | Reti            | Comp          | Pres          | Reti          | Comp        | Pres        | Reti        | Pres   | Reti   |
| ---------------- | ---------------- | ---------------- | ---------- | ---------- | --------------- | --------------- | --------------- | ------------- | ------------- | ------------- | ----------- | ----------- | ----------- | ------ | ------ |
| 2008-2009        | Atromitos        | FL               | 14         | 0          | CG              | 0               | 0               | -             | -             | -             | -           | -           | -           | 14     | 0      |
| 2009-2010        | Atromitos        | SL               | 7          | 0          | CG              | 2               | 0               | -             | -             | -             | -           | -           | -           | 9      | 0      |
| 2010-2011        | Atromitos        | SL               | 12         | 0          | CG              | 5               | 0               | -             | -             | -             | -           | -           | -           | 17     | 0      |
| 2011-2012        | Atromitos        | SL               | 23+4       | 0+1        | CG              | 5               | 0               | -             | -             | -             | -           | -           | -           | 32     | 1      |
| 2012-2013        | Atromitos        | SL               | 27+6       | 2+0        | CG              | 1               | 0               | UEL           | 2             | 0             | -           | -           | -           | 36     | 2      |
| Totale Atromitos | Totale Atromitos | Totale Atromitos | 83+10      | 2+1        |                 | 13              | 0               |               | 2             | 0             |             | -           | -           | 108    | 3      |
| 2013-2014        | PAOK             | SL               | 15         | 0          | CG              | 3               | 0               | UCL+UEL       | 1+2           | 0             | -           | -           | -           | 21     | 0      |
| Totale carriera  | Totale carriera  | Totale carriera  | 98+10      | 2+1        |                 | 16              | 0               |               | 5             | 0             |             | -           | -           | 129    | 3      |

## Palmarès

### Club

#### Competizioni nazionali
- Beta Ethniki: 1

Atromitos: 2008-2009